# Il circo (Seurat)
Il circo è un dipinto a olio su tela realizzato (ma lasciato incompiuto) nel 1891 dal pittore francese Georges Seurat.
È conservato nel museo d'Orsay di Parigi. L'opera fu esposta benché non fosse terminata al settimo Salon des Indépendants, durante il periodo dell'esposizione Seurat morì.
Seurat raffigura il circo con il tendone a strisce e l'atmosfera festosa. Si tratta dell'ultima opera del pittore, rimasta incompiuta per via della sua morte. Il quadro sarà acquistato da Paul Signac e poi rivenduto al collezionista americano John Quinn, dietro promessa di un suo lascito al museo del Louvre.
Oltre allo studio del colore, Seurat attua i primi principi di forma applicata alla psicologia, sfruttando il rapporto tra segno e linea del quadro con i sentimenti e lo stato emotivo di chi lo osserva; vi è infatti una esaltazione di linee che si estendono da sinistra a destra in quanto la mente le associa ad un'apertura gioiosa. I colori del dipinto sono caldi e, inoltre, rappresentano gioiosità e allegria, che è ciò che il pittore stesso vuole esprimere con questa opera d'arte.